# Cassida undecimnotata
Cassida undecimnotata là một loài bọ cánh cứng trong họ Chrysomelidae. Loài này được Gebler miêu tả khoa học năm 1841.